# جيم هال (لاعب كرة قدم)
جيم هال (بالإنجليزية: Jim Hall)‏ (21 مارس 1945 بنورثامبتون في المملكة المتحدة - ) هو لاعب كرة قدم بريطاني في مركز الهجوم. لعب مع كامبريدج يونايتد ونادي بيتربورو يونايتد ونادي نورثامبتون تاون.

## وصلات خارجية
- جيم هال (لاعب كرة قدم) على موقع قاعدة بيانات كرة القدم.إي يو (الإنجليزية)